# Уинтерботтом, Уолтер
Сэр Уо́лтер Уи́нтерботтом (англ. Sir Walter Winterbottom; 31 марта 1913, Олдем, Ланкашир — 16 февраля 2002, Гилфорд) — английский футболист и футбольный тренер. Был первым главным тренером в истории сборной Англии, которую возглавлял с 1947 по 1962 годы.

## Карьера
Уолтер Уинтерботтом родился 31 марта) 1913 года в Олдеме. Он обучался в Честерском университете, собираясь стать учителем. В это же время он начал выступать за любительские футбольные команды. Вскоре после окончания университета Уолтер перешёл в «Манчестер Юнайтед», сыграв свой первый матч в 1936 году. Карьера Уинтерботтома была недолгой: уже в сезоне 1937/38 Уолтер вынужден был завершить выступления в связи с заболеванием позвоночника (анкилозирующий спондилоартрит), сыграв за «красных» всего 26 матчей. В военное время сыграл несколько матчей за «Челси», а также за сборную Футбольной ассоциации в матче против сборной Королевских ВВС в Лутоне 6 июня 1942 года.
В 1946 году Уолтер Уинтерботтом был назначен на должность директора Футбольной ассоциации Англии по тренерской подготовке, а уже через год, в мае 1947 года — главным тренером сборной Англии по футболу. Первым матчем Уинтерботтома в качестве главного тренера стала встреча в рамках Домашнего чемпионата Британии между сборными Англии и Северной Ирландии 28 сентября 1947 года на «Уиндзор Парк» в Белфасте; Англия выиграла со счётом 7:2.
Сначала никто не верил в тренеров. Я хотел полностью изменить отношение к тренерам в этой стране.Уолтер Уинтерботтом
Уинтерботтом коренным образом изменил как отношение должности главного тренера в глазах общественности, так и отношение футболистов к игре за национальную сборную. Он уделял большое внимание воспитанию игровой дисциплины, организации тренировочного процесса, специального питания для игроков и предматчевой подготовке. Кроме того, Уинтерботтом получил больше полномочий по выбору футболистов на матч; до этого состав на матч сборной определялся специальной группой специалистов из Футбольной ассоциации (полноценное право выбора состава на матч без согласования с другими инстанциями получил уже преемник Уинтерботтома на посту главного тренера сборной Англии Альф Рамсей).
Под руководством Уинтерботтома сборная Англии сыграла на четырёх чемпионатах мира, однако не смогла добиться на них значительных успехов. Уинтерботтом выступал за необходимость проведения полноценных тренировок футболистов сборной, а также за создание молодёжной сборной Англии до 23 лет, которая могла бы стать базой для основной сборной. Тактически Уинтерботтом изменил схему игры сборной Англии с традиционных 2-3-5 на 4-2-4.
В 1963 году Уолтер Уинтерботтом получил орден Офицера Британской империи (OBE) за заслуги в футболе, в 1972 году — орден Командора (CBE) за заслуги в спорте, а в 1978 году был посвящён в рыцари.
Уолтер Уинтерботтом скончался 16 февраля 2002 года в возрасте 89 лет. В 2005 году был посмертно включён в Зал славы английского футбола.

## Достижения

### В качестве игрока
Манчестер Юнайтед
- Серебряный призёр Второго дивизиона Футбольной лиги: 1937/38

### В качестве тренера
Сборная Англии
- Победитель Домашнего чемпионата Британии (13): 1946/47, 1947/48, 1949/50, 1951/52 (совместно), 1952/53 (совместно), 1953/54, 1954/55, 1955/56 (совместно), 1956/57, 1957/58 (совместно), 1958/59 (совместно), 1959/60 (совместно), 1960/61
- Обладатель Суперкубка Англии: 1950

## Тренерская статистика
| Команда        | Страна | Начало работы | Завершение работы | Показатели | Показатели | Показатели | Показатели | Показатели | Показатели | Показатели | Показатели |
| Команда        | Страна | Начало работы | Завершение работы | И          | В          | Н          | П          | МЗ         | МП         | РМ         | % побед    |
| -------------- | ------ | ------------- | ----------------- | ---------- | ---------- | ---------- | ---------- | ---------- | ---------- | ---------- | ---------- |
| Сборная Англии | Англия | Сентябрь 1946 | Июль 1962         | 139        | 78         | 28         | 33         | 385        | 195        | +192       | 56,12      |